# Santiago Arroyo y Valencia
Santiago (Pérez de) Arroyo y Valencia (Popayán, 28 de julio de 1773-Popayán, 30 de mayo de 1845) fue un político, abogado, historiador y educador colombiano.
Tuvo una destacada figuración en la vida pública de la Nueva Granada y pasó a la historia como el Prócer Civil de la Independencia.

## Biografía

### Nacimiento y estudios
Nació en Popayán, Virreinato de la Nueva Granada, el 28 de julio de 1773, en el seno de una familia aristocrática. Al nacer se le impusieron los nombres de Jacobo Inocencio María Santiago y a partir de 1825 optó por utilizar el apellido abreviado de su abuela paterna, la española Rafaela Arroyo y Márquez, pues tanto a él como a todos sus hermanos los conocían sus contemporáneos como "los Arroyo" y no como "los Pérez de Arroyo".
Fue alumno de José Félix de Restrepo, maestro de varios miembros de la generación de patriotas en Popayán. Adelantó estudios de latinidad en el Real Seminario de San Francisco de Asís de su ciudad natal, donde también cursó filosofía y parte de la jurisprudencia, que concluiría posteriormente en el Colegio Mayor de Nuestra Señora del Rosario en Bogotá, en donde obtuvo su título de abogado expedido por el rey Carlos IV el 16 de diciembre de 1803, luego de solicitar las respectivas licencias.
En el claustro del Rosario fue colegial de derecho canónico y civil (1794-1795), pasante de gramática (1795-1796), pasante de derecho canónico (1797-1798), pasante de derecho civil (1798-1799) y consiliario primero (1799). Allí mismo se desempeñó como vicerrector, cargo del cual tomó posesión el 12 de abril de 1804. En la capital también obtuvo los grados de bachiller en filosofía, y bachiller, licenciado y doctor en cánones por la Universidad de Santo Tomás.

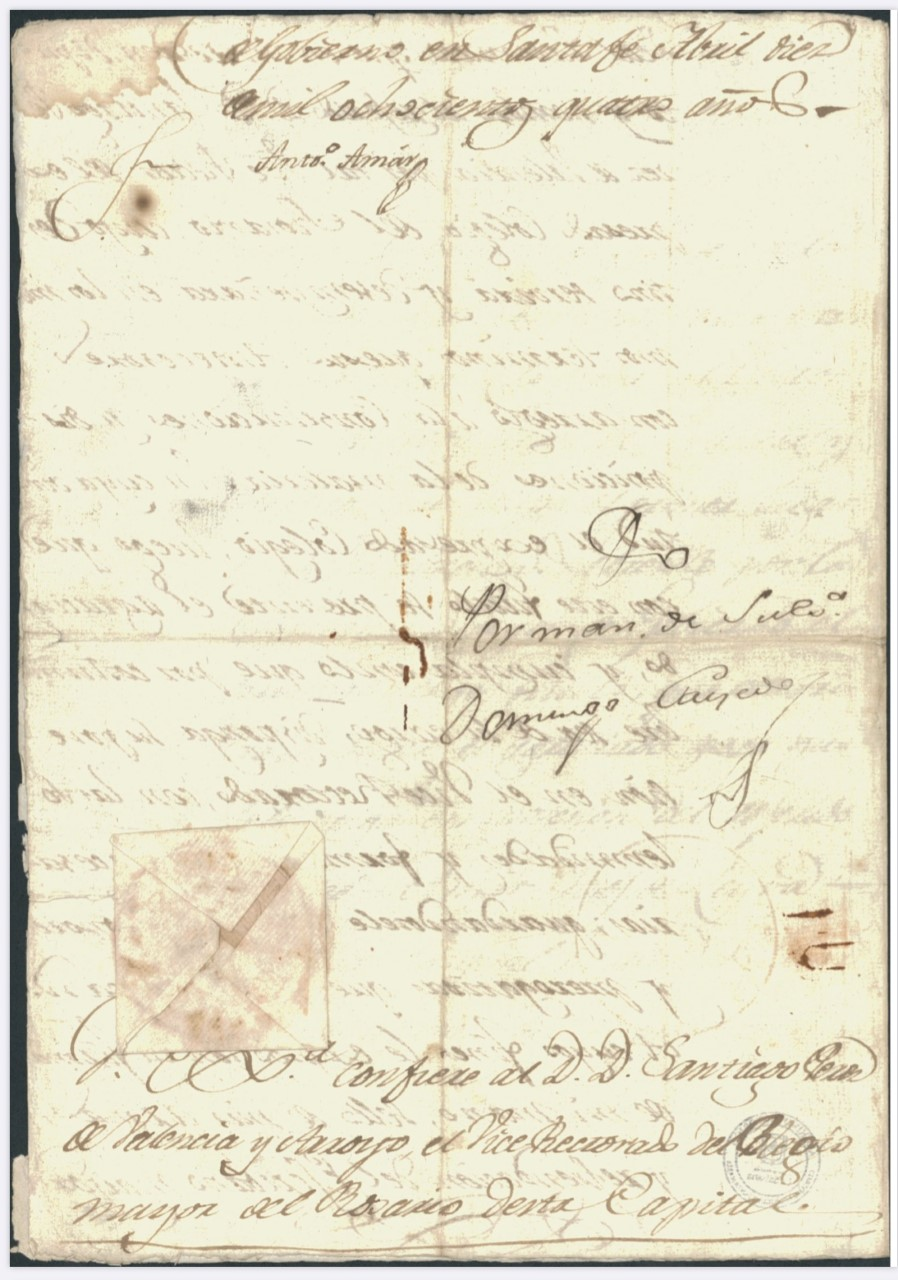
Nombramiento de Arroyo como Vicerrector del Colegio Mayor del Rosario por el Virrey Antonio Amar y Borbón.

### Vida pública y trayectoria
Sus primeros años como abogado los ejerció en el bufete del prócer Camilo Torres Tenorio, quien junto con el Sabio Caldas fueron dos de sus más cercanos amigos y corresponsales, de lo cual da fe la abundante correspondencia entre ellos que se conserva hasta nuestros días. Se desempeñó en 1803 como abogado de la Real Audiencia y magistrado de la Corte Suprema de la Nueva Granada e hizo parte del Cabildo entre 1808 y 1810, en que ocupó asiento como regidor.
Ocupó numerosos cargos en la administración pública del virreinato, entre ellos, alcalde de Popayán, diputado y presidente de la Cámara Provincial, ministro de la Corte de Apelaciones, síndico procurador general, gobernador encargado de la provincia de Popayán, juez letrado de hacienda y senador por el departamento del Cauca. Se desempeñó también como vicepresidente de la Sociedad Elemental Primaria, constituida en 1833. Cuando tuvo lugar la creación e instalación de la Universidad del Cauca, Arroyo se desempeñaba como subdirector de instrucción pública y en esa capacidad presidió la Junta, convirtiéndose en uno de los firmantes del acto constitutivo de dicho claustro junto con Joaquín Mosquera, Manuel Mariano Urrutia, Lino de Pombo, Marcelino Hurtado, Manuel José de Cayzedo y Rufino Cuervo, entre otros. El Congreso Constituyente de la Nueva Granada lo eligió ministro de la Corte Suprema junto con otros tres jurisconsultos, entre ellos José Félix de Restrepo. En 1833 fue nombrado ministro interino del Tribunal de Santafé, cargo que declinó.
Arroyo fue una autoridad en asuntos educativos y sus buenos oficios fueron requeridos por el General Francisco de Paula Santander para dar forma a la política de fundación de universidades en Cartagena de Indias, Santa Marta, Popayán, Tunja, Medellín y Santafé. Sus conocimientos quedaron plasmados en una de sus obras, el Plan general para el establecimiento y organización de las universidades y la instrucción pública en Colombia, elaborado en 1822.
El Vicepresidente Santander se propuso reorganizar la Academia Nacional, creada mediante una ley orgánica de la instrucción pública el 18 de mayo de 1826, y para ello designó a los veintiún miembros que debían conformarla, entre quienes se contaron Arroyo, Vicente Azuero, José María del Castillo y Rada, José Manuel Restrepo, Manuel Benito Revollo, José Fernández Madrid, José Rafael Revenga, Pedro Gual y Andrés Bello.
Arroyo también mostró interés por las ciencias y, en particular, por el análisis de los fenómenos naturales. Es célebre el registro de movimientos telúricos que consignó con minuciosidad en una tabla que refleja todos los sismos de diferente intensidad que el propio prócer experimentó en su ciudad natal por espacio de 56 años, desde 1785 hasta 1841, incluido el terremoto de Pasto del 20 de enero de 1834, que se sintió con particular intensidad en Popayán. El estudio fue publicado posteriormente por Joaquín Acosta en su traducción de los Viajes de Boussingault.

### La independencia: prócer y corresponsal

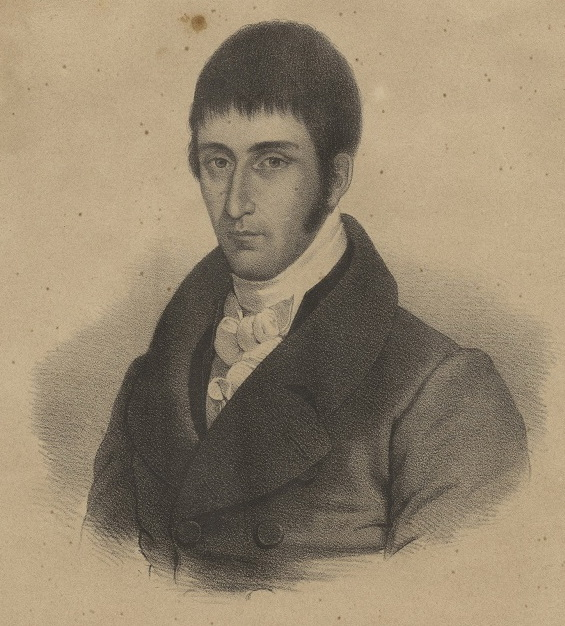
Francisco José de Caldas, El Sabio, (1768-1816), amigo y corresponsal de Santiago Arroyo y Valencia. (Museo Nacional de Colombia, Bogotá).

Durante la gesta independentista de la Nueva Granada, Arroyo contribuyó a la causa sosteniendo reuniones, apoyando el movimiento y manteniendo un nutrido intercambio epistolar con otros patriotas como Francisco José de Caldas, Camilo Torres Tenorio, Antonio Arboleda y Arrachea y Miguel de Pombo, entre otros. Se consagró a la propagación de las ideas de independencia y libertad y en 1810, junto con sus hermanos Andrés Marcelino y Domingo, participó en la junta revolucionaria establecida en la provincia de Popayán. La familia sufrió la persecución y el hostigamiento de las autoridades españolas. Fue uno de los pocos héroes de la independencia colombiana que no tomaron las armas, razón por la cual se le conoce en la historiografía de su país como El Prócer Civil de la Independencia. 

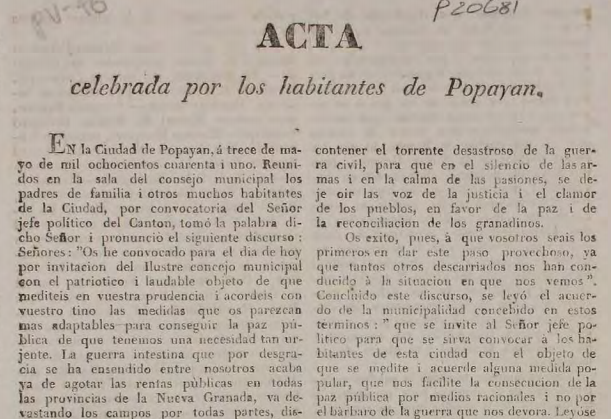
Acta suscrita en 1841 por ciudadanos prominentes de Popayán, entre ellos Santiago Arroyo y Valencia, para acordar medidas encaminadas a obtener la paz pública en la República de la Nueva Granada.

La abundante correspondencia recibida por Arroyo y su familia de parte de las figuras más destacadas de la época colonial y la independencia colombiana fue conservada por el prócer y clasificada por él y sus descendientes con un criterio historiográfico, sumando cerca de 12 000 manuscritos y documentos impresos que conforman el Archivo Arroyo, uno de los archivos privados más voluminosos y con mayor valor histórico en Colombia. Particularmente numerosas e importantes son las cartas que Caldas le dirigió a Arroyo, muchas de las cuales tratan temas científicos y fueron compiladas y publicadas en el siglo XX.
Arroyo había heredado el gusto por los asuntos de la educación. Era un interlocutor y corresponsal que sabía medir alturas, triangular y calcular temperaturas; además, se hallaba bien equipado en astronomía. Él y Caldas aprendieron los métodos de la geografía durante las vacaciones universitarias de 1796. En consecuencia, el intercambio escrito y oral entre ambos payaneses llenó el vacío de una academia de ciencias que en Colombia solo vería la luz hasta 1936, tras múltiples ensayos fallidos durante el siglo XIX. Las cartas de Caldas a Arroyo constituyen un patrimonio inagotable para aproximarse al movimiento de la Ilustración en el Virreinato de Santafé. Aquella amistad fue el germen a partir del cual se expandió el movimiento en pro de la geografía civil liderado por Caldas.
Caldas había comenzado sus investigaciones desde finales del siglo XVIII y le escribe a Arroyo para informarle sobre sus lecturas, sus observaciones, sus ideas y además para anunciarle el inicio de un escrito que pensaba publicar. Caldas hace de Arroyo el primer público de sus trabajos que, cada vez más, van precisando sus objetos de estudio en el plano de la ciencia y la teoría, y avanzan guiados por ideales como la utilidad pública y la virtud individual. No resultaría posible estudiar la figura de El Sabio sin aproximarse a ella en conjunto con la de su íntimo amigo Arroyo, pues «las cartas a Arroyo son los textos más sinceros que Caldas escribió nunca».
La entrañable amistad entre Arroyo y Caldas queda patente en las constantes muestras de afecto que se prodigan a lo largo de su intercambio epistolar:

¡Qué feliz soy de tener a usted por amigo! Le digo y le repito que usted es mi primer amigo. (...) No merezco tener un amigo tan completo.

Carta de Caldas a Santiago Arroyo y Valencia, Santafé, 5 de julio de 1801.

Usted es mi depositario universal; no hay bajo del sol a quien le hable yo con más franqueza, ni a quien le abra con tanta amplitud mi corazón y mis designios.

Carta de Caldas a Santiago Arroyo y Valencia, Quito, 21 de octubre de 1801.

El Archivo Arroyo fue subdividido durante la segunda mitad del siglo XX en diversos fondos documentales que reposan en universidades de Colombia y Estados Unidos, así como en poder de los descendientes del prócer en Bogotá, Popayán, Pasto y Cali.

### Censo de Popayán
En 1807, Arroyo dirigió la realización de un censo de Popayán, que constituye un minucioso estudio sobre la composición demográfica de esa ciudad, con la indicación del porcentaje de habitantes según su identificación étnica, ocupación, estado civil y lugar de habitación, así como un trazado gráfico de la ciudad en planos.  El título original del censo es Plan General de la Población de Popayán en el año de 1807 y fue solicitado por Arroyo cuando se desempeñaba como síndico procurador general, solicitud que tuvo eco, siendo comisionado el estudio por el gobierno de la ciudad. La labor de empadronamiento la encabezó Arroyo al frente de un equipo de notables de la ciudad, entre quienes se contaron Antonio Arboleda y Arrachea, José Antonio Pérez de Arroyo y Valencia, Jerónimo de Torres, José de Lemos y Hurtado y Manuel Lora Hurtado, entre otros.
Esta memorable encuesta social fue calificada por el historiador canadiense Claude Morin como uno de los más completos testimonios sociales de una ciudad hispanoamericana en el umbral de la República. En palabras de la historiadora colombiana María Teresa Pérez Hernández, «al parecer este padrón buscaba, de una parte, examinar el estado social de la ciudad y, de otra, contar los hombres ante los inminentes tiempos de guerra que ya se alcanzaban a vislumbrar.» El original del censo se conserva en manos de los descendientes del prócer en Colombia y una copia auténtica reposa en las colecciones de la Universidad de la Sabana, en Bogotá.

## Vida personal y familiar

### Familia

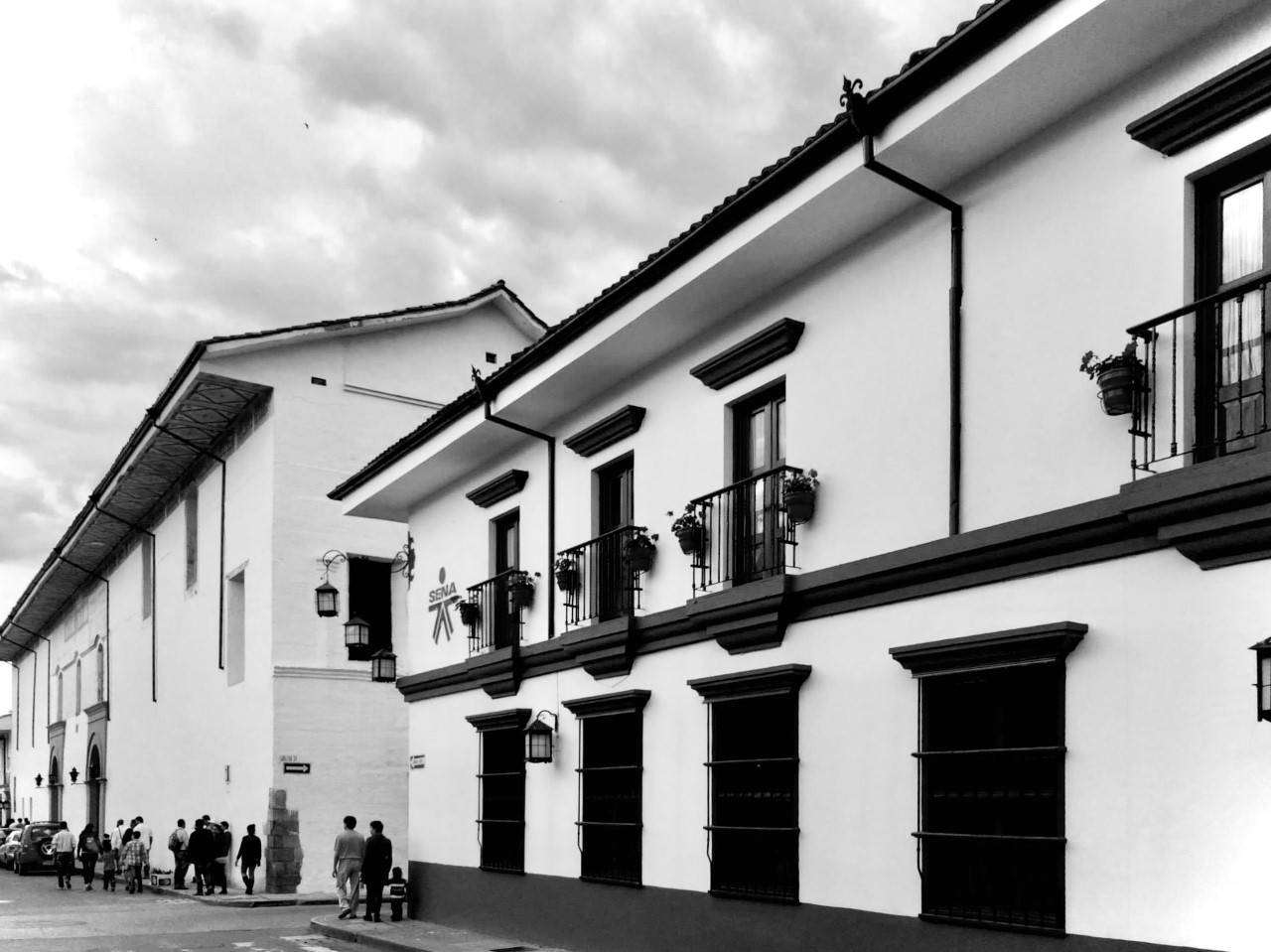
Casa Arroyo en la antigua calle de Santo Domingo (calle 4), esquina con la calle de Los Bueyes (carrera 3), Popayán. Al fondo, el templo del Carmen.

Arroyo nació en el seno de una familia influyente, conformada por el dominicano Andrés José Pérez de Arroyo, Fiscal de la Real Audiencia de Panamá y la neogranadina Francisca Antonia de Valencia y Sáenz del Pontón, payanesa, hija del empresario y político neogranadino Pedro Agustín de Valencia, fundador y tesorero de la Casa de Moneda de Popayán, y hermana del I Conde de Casa Valencia.
Los Pérez de Arroyo y Valencia fueron también padres del arquitecto y sacerdote católico Marcelino Pérez de Arroyo y Valencia, quien participó en el movimiento independentista al igual que su hermano menor Santiago.
La casa que habitaron el prócer y su familia fue comprada por Arroyo el 31 de agosto de 1830 y permaneció en poder de sus descendientes hasta la segunda mitad del siglo XX. Sufrió graves deterioros tras el terremoto de 1983 y fue adquirida un año después por el departamento del Cauca y remodelada para uso institucional.

### Matrimonios

#### Primer matrimonio
Arroyo contrajo matrimonio en primeras nupcias con María Teresa Mosquera y Hurtado, payanesa como él, quien era hija de Marcelino Mosquera y Figueroa y de María Josefa Hurtado y Arboleda, en ceremonia que se llevó a cabo en la catedral de Popayán el 26 de agosto de 1807. Se establecieron en una casa en la calle del Seminario Menor diseñada para la pareja por el hermano mayor de Santiago.
En una carta fechada en Santafé el 6 de noviembre de ese mismo año, El Sabio Caldas felicita a Arroyo por su matrimonio y le expresa su regocijo ante la noticia de que la joven esposa de su amigo también participa con entusiasmo en los experimentos que Caldas le pide a Arroyo llevar a cabo en Popayán:

¡Cuánto me alegro de su bella unión y de que usted esté satisfecho con su Teresita! ¿Conque es la medidora del agua? ¿Conque conoce los números y entiende el termómetro? Que sea la primera popayaneja que saluda a las ciencias y he aquí un nuevo lazo que me une a esta preciosa niña después de ser esposa de Santiago. Si ella se acuerda de mí, yo también me acuerdo de ella, y dígale que aunque en las extremidades del universo, y en la cola del cometa, me acuerdo de una paisana ilustrada.

El matrimonio Arroyo-Mosquera llegó a su fin en 1812 con la muerte de María Teresa durante el parto, en la que se presume fue una de las primeras operaciones cesáreas practicadas en el Nuevo Mundo. Tampoco sobrevivió la criatura, que sería la primogénita de la pareja.

#### Segundo matrimonio
El 1.º de julio de 1814, Arroyo contrajo matrimonio por segunda vez, también en la catedral de Popayán, con Juana Francisca Hurtado y Arboleda, hermana de quien había sido su suegra en su primer matrimonio. De esta unión nacieron sus hijos Jaime, Enrique, Cesárea, María Manuela, Carmela y Miguel Arroyo Hurtado.

### Fallecimiento
Arroyo falleció en su ciudad natal el 30 de mayo de 1845 a los 71 años de edad.

## Obra y legado

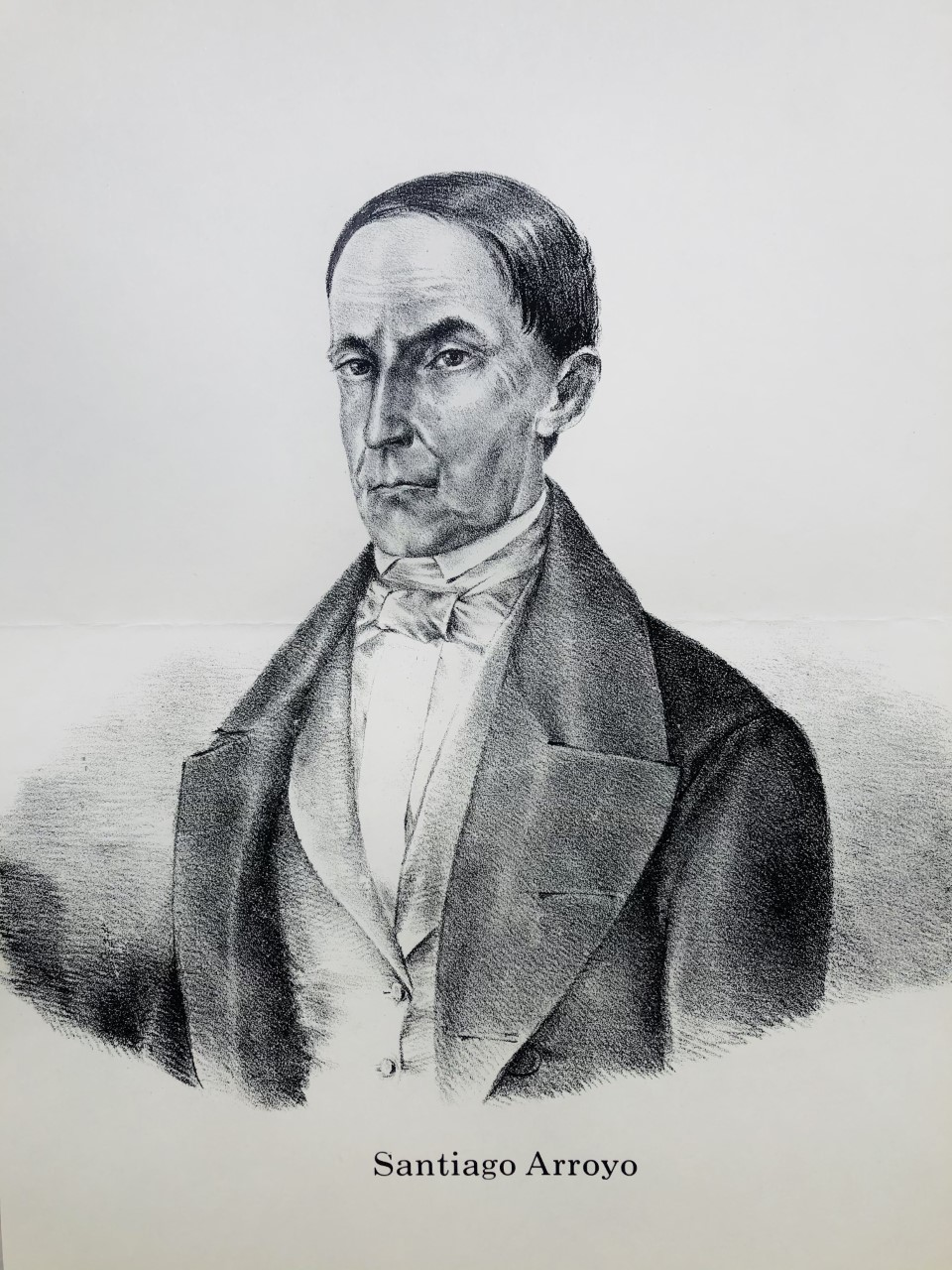
Retrato de Santiago Arroyo y Valencia por Espinosa.

Los escritos de Arroyo reflejan su interés por los estudios de derecho constitucional, civil y de minas, así como temas históricos, educativos y científicos. También fue autor de numerosos proyectos de ley tramitados en el Congreso 
sobre reformas constitucionales, funciones del Congreso, papel sellado, contribuciones directas, inmigración y diezmos.
Sus obras más destacadas son:

#### Ciencias naturales
- Catálogo de sismicidad de la ciudad de Popayán y alrededores 1785-1841, el documento de su tipo más antiguo conocido en Colombia.[18]
- Anotaciones sobre la intensidad de las lluvias caídas en Popayán (1812), en que sale a relucir su disciplina investigativa y su interés por los fenómenos naturales, pasión en la que cimentó su gran amistad con Caldas.[39]
- Registro de temperaturas e itinerarios de viajes de Santafé a Popayán y viceversa (1807-1829), obra en la que relata sus impresiones sobre el clima y otros detalles a su paso por poblaciones como Natagaima, Honda y Neiva.

#### Educación
- Proyecto de un plan y método de enseñanza para las escuelas de primeras letras de la provincia de Popayán (1814), obra que Arroyo firma con la frase "Por un amigo de los niños y de la educación de la juventud".
- Gramática castellana (1814), concebida y realizada durante su gestión como Subdirector General de Estudios en el departamento del Cauca y publicada en 1824 con el título de Gramática y ortografía de la lengua castellana para el uso de los niños de las escuelas de primeras letras del departamento del Cauca.
- Geografía compendiada para uso de las escuelas de primeras letras de la provincia de Popayán (1814).
- Proyecto de un plan y método para las escuelas de la provincia de Popayán (1814).
- Plan general para el establecimiento y organización de las universidades y la instrucción pública en Colombia (1822).

#### Historia
- Apuntamientos sobre la historia de América (1814).
- Apuntamientos sobre la revolución de la Nueva Granada, especialmente con respecto a la provincia de Popayán, de 1810 a 1820 (1821). En palabras del historiador y académico David Mejía Velilla, esta obra convierte a Arroyo en «el primero en el tiempo y el más completo historiador de la revolución independentista de Popayán y el Cauca.»[40] Fue publicada por primera vez en 1896 en la colección "Biblioteca Popular", bajo el título Memoria para la historia de la revolución de Popayán, y reeditada en 1910 en varias entregas de la revista Popayán, en el marco de las celebraciones por el primer centenario de la Independencia.[41]
- Memoria sobre los sucesos notables y principales ocurridos en Popayán desde 1808 y que pueden servir de memoria para la historia de la revolución de la misma provincia (1824),[42] extenso trabajo -análogo al anterior- en el que Arroyo presenta «de forma sobria y sin cargas valorativas los hechos y coyunturas más significativas de los asuntos del gobierno de la ciudad, el desencadenamiento de los conflictos y la presentación de las decisiones de las élites ante el concierto de la amenaza de un posible cambio político.»[43] Considerada una de las obras cumbres del prócer, su valor radica en que no existe información alguna por parte de otros miembros del Cabildo de Popayán que relaten los sucesos iniciales que conllevaron a la independencia de la ciudad. Constituye, además, un relato contemporáneo sobre la guerra de reconquista del sur y los hechos narrados coinciden fielmente con lo descrito en otras fuentes documentales primarias, que reposan principalmente en el Archivo Central del Cauca. La obra fue publicada en Bogotá, en 1896, por la Librería Nueva.
- Memoria sobre los sucesos de Popayán, años de 1818 a 1822. En este manuscrito inédito, Arroyo documenta de manera cronológica los hechos ocurridos en Popayán en las Campañas del Sur e incluye referencias a sucesos ocurridos en Venezuela en el año 1819.[44]

#### Derecho y jurisprudencia
- Apuntamientos sobre las censuras eclesiásticas (1821), obra de naturaleza jurídico-canónica en una disciplina que en la era moderna se suele denominar derecho eclesiástico del Estado.
- Discurso ante el Senado de la República sobre el Patronato Eclesiástico en Colombia (1824), en el que expone con particular erudición los fundamentos del derecho concordatario:

Volviendo por un orden inverso a los primeros siglos del cristianismo, ¿cómo se quiere que en ellos hubiese presentaciones, derechos inmanentes de los soberanos con respecto a los beneficios, ni cosa que se les parezca? Los apóstoles y los primeros fieles nada tenían que ver ni se mezclaban con los príncipes paganos en asuntos de religión; obedientes y sometidos, tan bravos soldados como vasallos fieles, no cometían delitos sujetos a la venganza pública. "Si existen algunos en vuestras prisiones (les decía Tertuliano en sus apologet. cap. 45) ellos no son acusados de otra cosa que de ser cristianos, o si se les acusa de otra cosa ya no son cristianos." Tal era la feliz situación de la primera iglesia, toda su policía y disciplina era sencilla y contraídos todos los eclesiásticos a su ministerio; los fieles les estaban sometidos en lo espiritual, sus bienes eran comunes, no tenían contenciones ni discordias, interviniendo en unión del clero en la elección de sus pastores y ministros. (...) El Estado y gobierno de Colombia tienen derechos irrefragables en lo que mira a la disciplina exterior de la Iglesia; y esta misma disciplina es la que más los sostiene. Ella no puede ser alterada de modo alguno en perjuicio de la seguridad del Estado: ella admite mejoras, pero no restricciones, ni limitaciones. Cualquiera convenio con la Santa Sede ha de tener por base fundamental los usos y costumbres recibidos en las iglesias de Colombia, en todo aquello que no se opongan a su Constitución política.

## Iconografía y homenajes

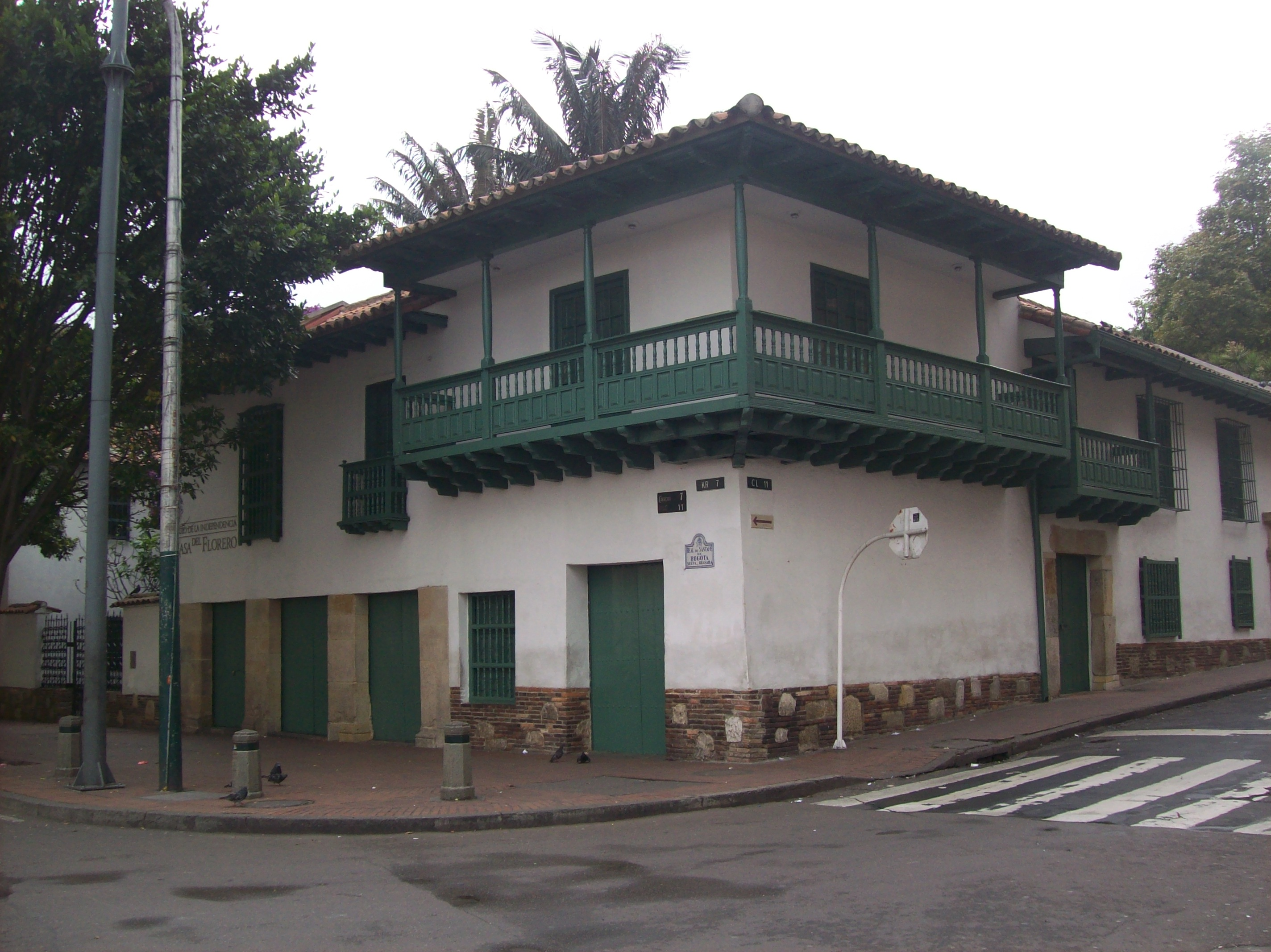
Museo de la Independencia en Bogotá, donde se conservan el retrato y otras pertenencias del prócer Arroyo y su familia.

El primer retrato que se conoce de Arroyo fue realizado en lápiz al natural por Espinosa y ha sido profusamente reproducido para la posteridad.
Durante el proceso de organización y creación del Museo de la Independencia en Bogotá, fundado en 1960 con ocasión del sesquicentenario de la independencia de Colombia, el Gobierno nacional invitó a las familias y descendientes de los próceres de la independencia a que contribuyeran a enriquecer las colecciones del museo mediante la donación de obras de arte, retratos, documentos, objetos y reliquias familiares de valor histórico. Como respuesta a esta petición, el retrato al óleo de Santiago Arroyo y Valencia fue donado al museo por sus descendientes, los hermanos Miguel Antonio, Gregorio, Enrique, Sofía Dolores, Camilo, Ricardo, José María y Blanca Margarita Arroyo Arboleda, bisnietos del prócer. La obra, fino ejemplo de pintura de caballete, muestra al prócer a una edad madura y probablemente fue pintado del natural en su ciudad natal.
La Universidad del Cauca exhibe en su galería de rectores un retrato de Arroyo elaborado al óleo por Efraím Martínez en la primera mitad del siglo XX.
En 1995, año en que se cumplió el sesquicentenario de su muerte, la memoria de Arroyo fue homenajeada de varias formas. El 30 mayo se llevó a cabo una serie de actos solemnes en la Universidad del Rosario, su alma mater. La efemérides contó con la presencia de autoridades académicas, eclesiásticas y descendientes del prócer, y como parte del homenaje se ofició una misa solemne en la capilla de La Bordadita y se inauguró una exposición de documentos pertenecientes al Archivo Arroyo en las instalaciones del Archivo Histórico de la universidad.
El 23 de noviembre de 1995, la figura de Arroyo fue exaltada en la Academia Colombiana de Historia, en Bogotá, durante la sesión solemne celebrada con ocasión del ingreso de nuevos miembros. La disertación sobre el prócer la efectuó el académico David Mejía Velilla al ser recibido como Miembro de Número y le dio respuesta el académico José María De Mier, Miembro de Número.